# Autogas

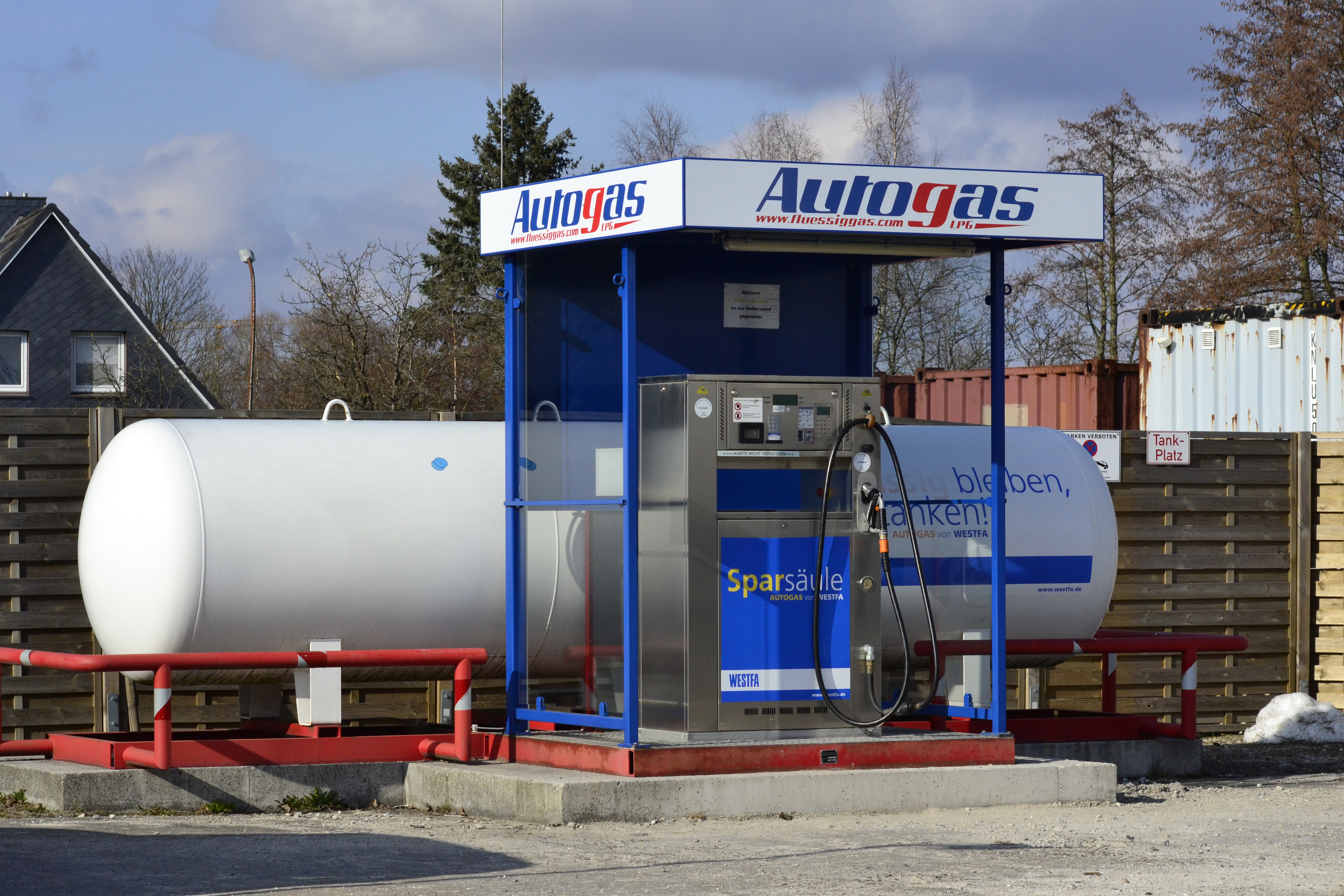
Autogas-Tankanlage

Autogas (im internationalen Sprachgebrauch kurz LPG, aus dem Englischen Liquefied Petroleum Gas oder GPL, aus dem französischen Gaz de pétrole liquéfié) bezeichnet zum Einsatz in Fahrzeug-Verbrennungsmotoren vorgesehenes Flüssiggas, ein variables Gemisch, das hauptsächlich aus Butan und Propan besteht.
Nicht als Autogas bezeichnet werden verdichtetes Erdgas für Erdgasfahrzeuge (CNG, aus dem Englischen Compressed Natural Gas) sowie heruntergekühltes Flüssigerdgas (LNG, aus dem Englischen Liquefied Natural Gas), mit denen ebenfalls Verbrennungsmotoren betrieben werden können.

## Name und Herkunft
Die Hauptbestandteile des Autogases, Propan und Butan, sind bei Raumtemperatur unter vergleichsweise geringem Druck (unter 10 bar) flüssig und damit sehr wirtschaftlich transportierbar. Daher spricht man von Flüssiggas. Unter Normaldruck verdampfen sie und können als gasförmiger Brennstoff genutzt werden.
Diese Gase fallen bei der Erdgas- und Erdölförderung als „nasses Bohrgas“ sowie bei der Raffinierung von Erdöl (z. B. zur Gewinnung von Benzin oder Diesel) als Nebenprodukt an. Ursprünglich war ihr wirtschaftlicher Wert so gering, dass sie an Ort und Stelle abgefackelt wurden. Doch mittlerweile werden sie, unter Druck verflüssigt, in verschiedensten Bereichen als Energieträger und als Rohstoff der chemischen Industrie genutzt.
Die Europäische Union definiert in der Verordnung (EG) Nr. 1099/2008 LPG als „Leichte Kohlenwasserstoffe auf Paraffinbasis, die als sekundäre Produkte in Raffinierungsprozessen sowie bei der Stabilisierung von Rohöl und bei der Verarbeitung von Erdgas entstehen; dabei handelt es sich in erster Linie um Propan und/oder Butan. Propylen, Buten, Isobuten und Isobutylen können ebenfalls vorkommen. Für Transport und Lagerung wird LPG im Allgemeinen unter Druck verflüssigt.“

## Flüssiggas als Kraftstoff

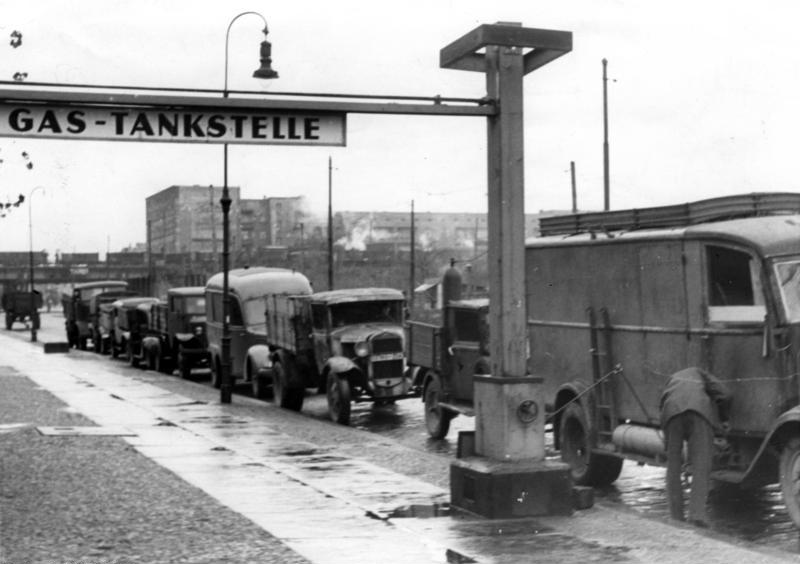
Ostberliner Gastankstelle 1948

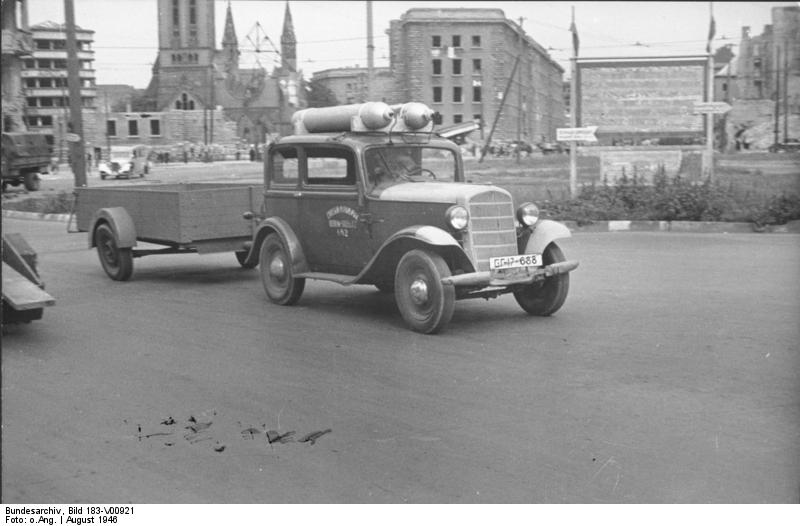
Mit Gas angetriebener Pkw 1946, als Tank dienen zwei Gasflaschen auf dem Dach

Flüssiggas (Butan/Propan) findet Anwendung als Kraftstoff für Ottomotoren. Die erste deutsche Gastankstelle wurde 1935 in Hannover in Betrieb genommen. Bereits in den 1970er Jahren war es in Italien und den Niederlanden weit verbreitet.
Es verbrennt etwas umweltfreundlicher als Benzin. Auch unter Berücksichtigung des volumenbezogenen Mehrverbrauchs verringert sich der Schadstoffausstoß von Stickoxiden um etwa 80 % und der von unverbrannten Kohlenwasserstoffen um ca. 50 %. Eine Abgasnachbehandlung für EU6 oder höher erfordert wesentlich höhere Reduktionen und ist daher auch für LPG-Motoren zwingend. Durch den geringeren Kohlenstoffanteil im Kraftstoff verringern sich die CO2-Emissionen um etwa 10 %.
Im direkten Vergleich mit Benzin entsteht je nach Gasanlage (siehe unten) ein volumetrischer Mehrverbrauch von 5 bis 20 % für LPG, bedingt durch die geringere Dichte und den geringeren Energiegehalt pro Liter Flüssigkeitsvolumen im Vergleich zu Benzin. Benzin hat eine Dichte von ca. 0,76 g/cm³, Flüssiggas je nach Mischungsverhältnis zwischen 0,58 und 0,60 g/cm³ unter Druck. Die geringere Dichte des LPG wird teilweise durch den höheren Heizwert von ca. 46 MJ/kg (12,8 kWh/kg) gegen 42 MJ/kg (12 kWh/kg) kompensiert. Bei neueren Systemen mit direkteinspritzenden Düsen wird je nach verbauter Anlage kein Startbenzin oder Benzin während des Betriebes benötigt.
Zuerst war LPG bei privaten Taxis (z. B. alle Taxis in Istanbul und Bangkok) sehr verbreitet, sowie in staatlichen Taxis und Fahrschulwagen in den späten 1970er und in den 1980er Jahren in der DDR, später im privaten Kfz-Bereich, in den 1980er Jahren in Österreich aufgrund günstiger Preise. Wegen der höheren Besteuerung für Privatfahrzeuge wurde es in Österreich wieder uninteressant. Die Wiener Linien hatten ab 1977 alle Busse auf Flüssiggasantrieb umgestellt, da für öffentliche Fahrzeuge Autogas steuerfrei blieb. Seit 2013 wurde dies wieder aufgegeben.
Heute ist Flüssiggas als Kraftstoff in den meisten europäischen Ländern etabliert. Nach einer längeren Wachstumsphase stagnierte die Zahl der Autogas-Pkw und LPG-Tankstellen in den letzten Jahren und ist seit 2017 sogar leicht rückläufig. Dies hängt besonders mit der allgemeinen Unsicherheit bezüglich einer möglichen Steuererhöhung auf Autogas zusammen.
Bis Ende 2018 wurde Flüssiggas (LPG/Autogas) als Kraftstoff in Deutschland mit 18 Cent/kg (= 9,74 Cent/l) besteuert. Anfang Juni 2017 stimmte der Bundestag für eine Verlängerung der Förderung von Autogas über 2018 hinaus, jedoch in abnehmendem Umfang. Deshalb steigt die Steuer seit 2019 um 2,47 Cent/l pro Jahr bis auf 40,9 Cent/kg (= 22,1 Cent/l) im Jahr 2023 (alle Steuersätze jeweils zzgl. MwSt.). Demnach kostet ein Liter LPG ab 2023 inkl. MwSt. dann 14,7 Cent mehr. In der Schweiz wird Flüssiggas seit 2008 steuerbegünstigt. Dadurch wurde es um ca. 0,25 Franken/Liter günstiger.

## Fahrzeugumrüstung

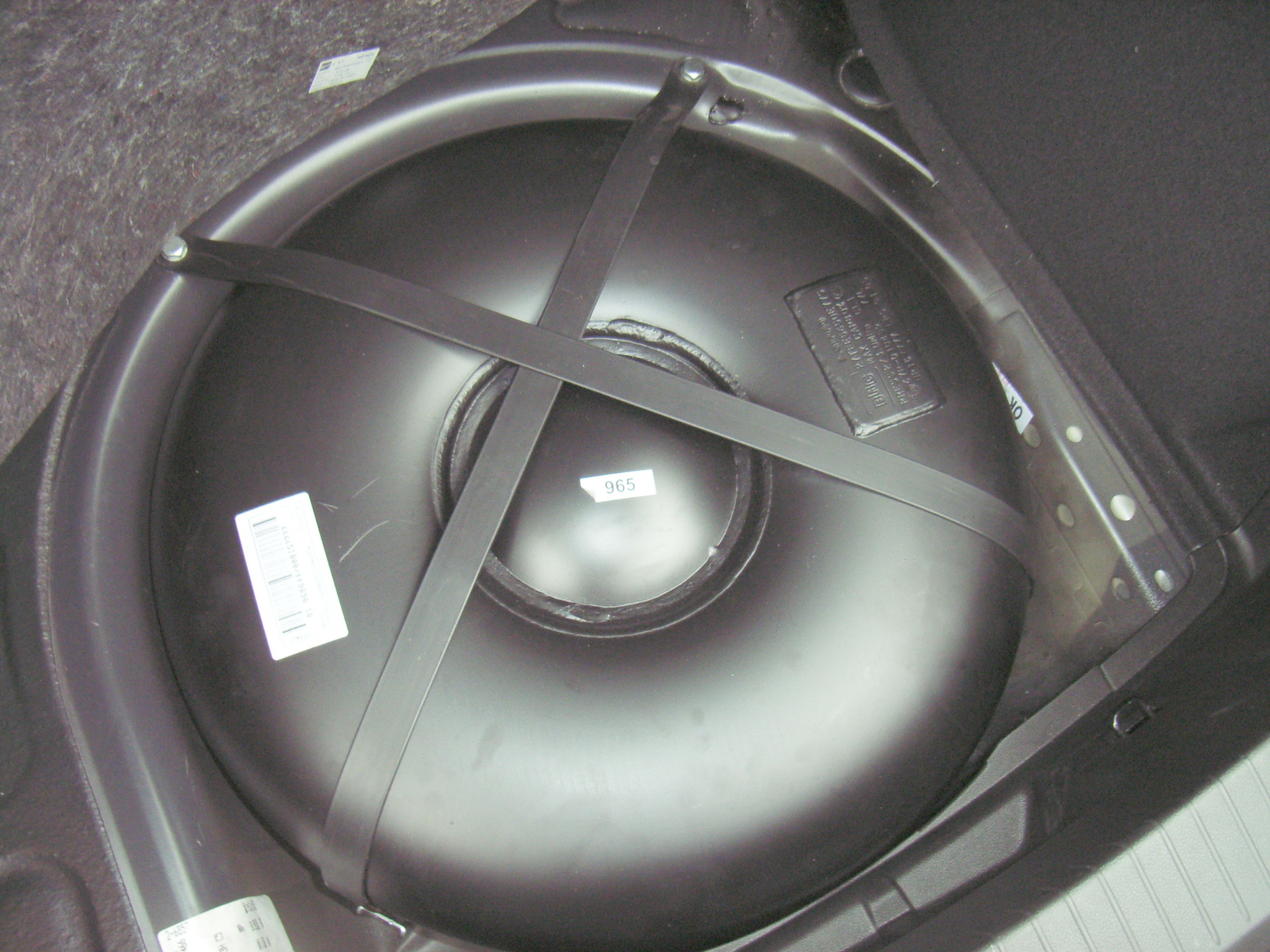
Reserveradmuldentank

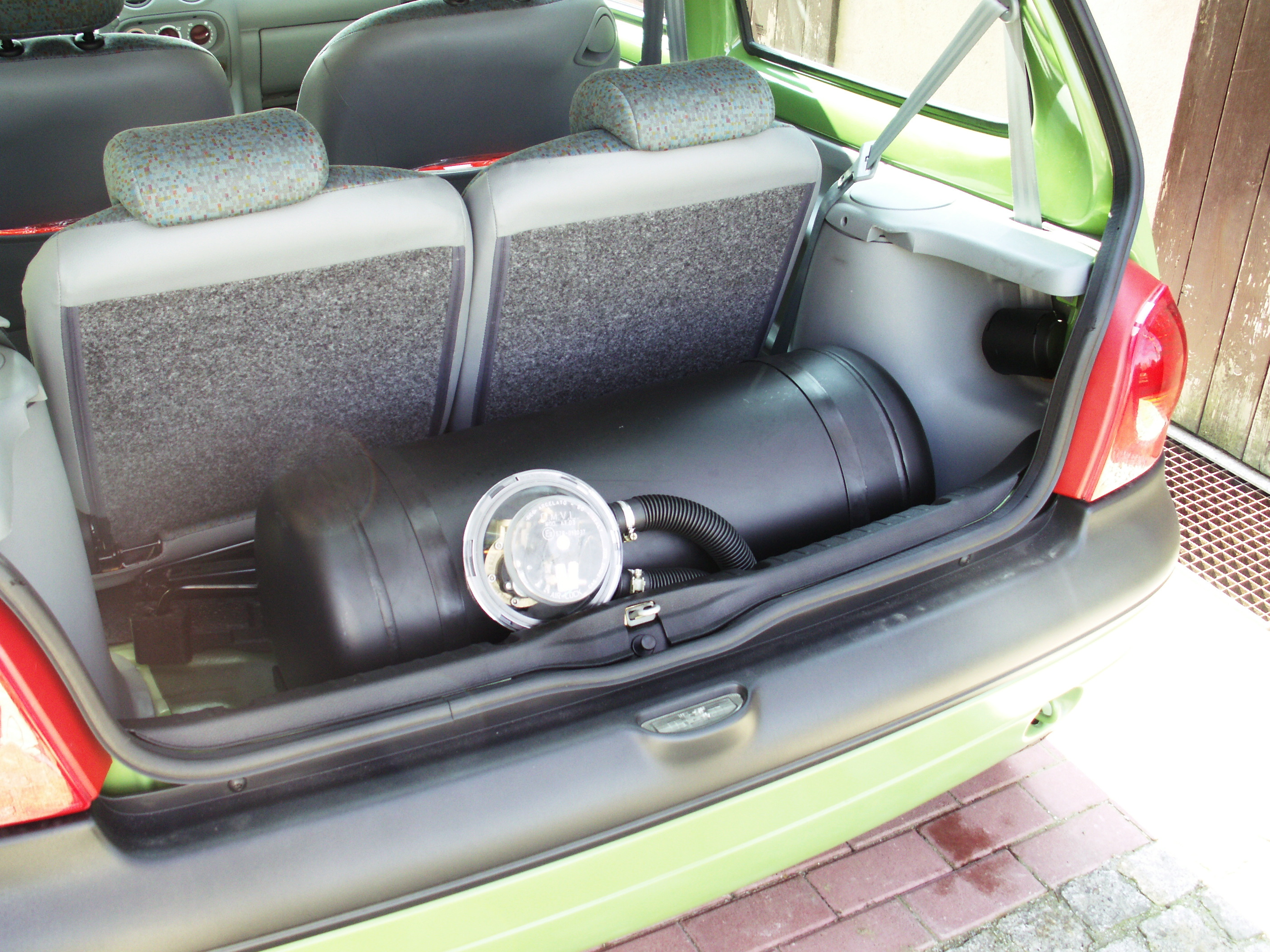
Twingo mit Zylindertank

### Ende der Einzelabnahmen
Seit dem 1. Oktober 2017 ist die Einzelabnahme einer Umrüstung (Begutachtung nach § 21 StVZO) nicht mehr erlaubt. Der Betrieb eines Kfz mit einer neuen Autogasanlage ist nur noch zulässig, wenn der Anlagenhersteller für das jeweilige Kfz eine Zulassung nach der ECE R115-Norm hat. Vor dem Kauf einer Gasanlage bzw. vor dem Kauf eines ggf. umzurüstenden Kfz sollte daher unbedingt geprüft werden, ob es eine Gasanlage gibt, für welche die notwendigen Unterlagen für das jeweilige Fahrzeug verfügbar sind.
Ausnahmen sind Fahrzeuge der Emissionsklasse Euro 2 und älter, oder einzelgenehmigte Fahrzeuge.

### Anlageneinbau
In fast jedes Fahrzeug mit Ottomotor kann eine Flüssiggasanlage eingebaut werden. Der Einbau in einen Pkw ist technisch einfach. Üblicherweise entstehen Kosten von etwa 1800 bis 3500 Euro, abhängig von Zylinderzahl, Leistung und der zu erreichenden Abgasnorm. Bei Dieselfahrzeugen ist die Umrüstung etwas teurer. Hier sind mit ungefähr 4000 Euro Umrüstungskosten zu rechnen, da der Aufwand aufgrund der fehlenden Zündung höher ist als bei Benzinfahrzeugen.
Das Leergewicht einer LPG-Anlage beträgt etwa 40 kg.

### Gastank
Für den Tank gibt es verschiedene Einbaumöglichkeiten:
- In der Reserveradmulde (20 bis 125 Liter), das wegfallende Reserverad sollte dann durch ein Pannenspray oder Runflatreifen ersetzt werden oder in eine passende sogenannte „Reserveradtasche“ im Stauraum platziert.[11]
- Im Kofferraum (10 bis 230 Liter), meist in Zylinderform.[14]
- Unterflurtanks: Sie werden hauptsächlich bei Personenkraftwagen verwendet, bei denen sich das Ersatzrad unter dem Fahrzeug befindet.[13]
- auf dem Dach: insbesondere bei Bussen

Autogas-Tanks müssen zu ca. 20 % ungefüllt bleiben, um ein Puffervolumen zu haben, wenn die Behältertemperatur ansteigt. Das Puffervolumen und die Druckfestigkeit der Tanks sind so ausgelegt, dass sie je nach Größe der Tanks eine Temperatur von 60 bis 70 °C überstehen. So kann z. B. ein 60-Liter-Tank nur mit maximal 48 Litern befüllt werden. Das wird mit selbsttätigen Füllvolumenbegrenzern („Füllstop“) erreicht. Eine weitere Sicherheitsmaßnahme ist ein Überdruckventil, welches bei ca. 27 Bar Überdruck Gas oder Flüssiggas in kurzen Stößen in die Umgebung (und damit außerhalb des Fahrzeugs) entweichen lässt.

### Reichweiten
Der Literverbrauch im Gasbetrieb ist ca. 20 % höher und der Kilogrammverbrauch niedriger als im Benzinbetrieb. Beim Umbau bleibt das Benzinversorgungssystem vollständig erhalten, so dass zwischen Benzin- und Flüssiggasbetrieb umgeschaltet werden kann (Bivalenter Antrieb) und nach Leerfahren eines Tanks noch der jeweils andere zur Verfügung steht. Dadurch können auch Autogas-PKW Gesamtreichweiten von über 1000 km erreichen.

### Umschalter
Bei einem Kaltstart läuft der Motor zunächst im Benzinbetrieb und schaltet nach wenigen Minuten automatisch auf Gasbetrieb um, wenn der kleine Kühlwasserkreislauf eine Temperatur von etwa 35–50 °C erreicht hat. Dies ist notwendig, damit das Flüssiggas beim Expandieren und Verdampfen im Druckminderer nicht gefriert. Bei warmem Motor kann während der Fahrt jederzeit manuell zwischen Benzin- und Flüssiggasbetrieb umgeschaltet werden. Bei leerem Gastank schaltet die Steuerung in der Regel automatisch auf Benzinbetrieb zurück und gibt eine Warnung aus.

### Additiv
Bei Fahrzeugen mit einer ungünstigen Materialpaarung zwischen den Legierungen von Ventil und Ventilsitz wird neben der unbedingten Einhaltung des mittleren Drehzahlbereichs im Fahrbetrieb auf Autogas die zusätzliche Beimischung eines Additivs empfohlen. Die elektronisch gesteuerten Systeme sind komplex, da die Additivdosis auf Basis der Motorlast errechnet und eingespritzt wird. Grundsätzlich gilt das „1 ‰-Beispiel“. Wenn bei einer Fahrstrecke von 1000 km ein Gasverbrauch von 100 Litern Gas anfällt, beträgt die optimal beigemischte Additivmenge 100 ml. Der Verbrauch an Additiv ist somit im Verhältnis zum verbrauchten Gas linear. Dies bringt mit sich, dass bei Fahrzeugen mit höherem Verbrauch an Autogas entsprechend der Additivverbrauch größer ist.
Kurz bevor der mit Additiv befüllte Behälter leer ist, nimmt sich die Dosierpumpe automatisch außer Betrieb und sendet ein Signal an das Steuergerät. Dieses leitet dann die Umschaltung auf den Benzinbetrieb ein. So wird verhindert, dass im Autogasbetrieb ohne Additiv gefahren wird. Neben dem Signal der LED, welche im Armaturenbrett platziert wird, warnt ein Summer den Fahrer, dass der Additivbehälter bald leer ist. So bleibt genug Zeit, um das Additiv wieder aufzufüllen.
Elektronisch gesteuerte Systeme geben nur dann Additive zu, wenn der Fahrer auf Autogas fährt. Das Additiv wird folglich nur dann verbraucht, wenn auf Autogas gefahren wird.
Einige Umrüster empfehlen zusätzlich den Einbau von Additiv-Beimengern in den Ansaugtrakt oder die Zugabe eines Additives in den Benzin- und Gastank, um den Verschleiß der Ventile und Ventilsitze bei veränderter Kraftstoffart und Verbrennungsbedingungen zu verringern, da die Verbrennungszeiten bei gleichem Kraftstoff-Luftgemisch über denen von Benzin liegen. Somit werden die Auslassventile thermisch wesentlich mehr belastet.
Bei einigen Fahrzeugen sind die Ventilsitze deutlich weniger temperaturbeständig als bei anderen Fahrzeugen (sog. Weichventilsitzer), so dass es im Gasbetrieb unter Umständen zu einem Motorschaden kommen kann. Höhere Verbrennungszeiten und ein daraus resultierender Motorschaden lassen sich von vornherein vermeiden, wenn eine eingebaute Gasanlage im oberen Lastbereich entsprechend „fetter“ (Lambdawert < 1) eingestellt wird. Hin und wieder soll beim Verbrauch von Autogas gespart werden, und das Gemisch wird zu „mager“ eingestellt. Das führt häufig zum Motorschaden oder langfristig zum vorzeitigen Verschleiß der Ventile. Alternativ zum Einbau eines Additiv-Beimengers gibt es Gasanlagen, die im Gasbetrieb geringe Mengen Benzin beimengen. Die für das jeweilige Fahrzeug notwendige Benzinmenge ist einstellbar. Einige Autogasanlagen schalten bei hoher Drehzahl auch komplett auf Benzinbetrieb um, und wieder auf Autogas, sobald die Drehzahl wieder niedriger ist.

### Nachteile
- Zusätzlich zur Hauptuntersuchung sowie nach jeder Arbeit an der Gasanlage ist eine kostenpflichtige Gasanlagenprüfung (GAP) erforderlich, wobei nicht jede Prüfstelle über das dafür nötige Prüfgerät verfügt. Eine unabhängig von der HU durchgeführte, schriftlich bescheinigte GAP wird anerkannt, wenn sie nicht mehr als 12 Monate zurückliegt.[15]
- Von Dritten durchgeführte Nachrüstungen können zum Verlust von Gewährleistungsansprüchen führen.
- Für einige Motoren ist ein Ventilschutzadditiv nötig, wenn die Ventilsitze nicht schon ab Werk gehärtet sind.[16]
- Die Erhöhung des Leergewichts und eventuelle Laderaumminderung reduziert die maximale Zuladung des Fahrzeugs.
- Bei einem Radmuldentank kann kein Reserverad mitgeführt werden oder es muss im Stauraum platziert werden.
- Durch Versteifung der Karosserie kann sich das Crashverhalten positiv verändern.[13]

## Technik von Flüssiggasfahrzeugen

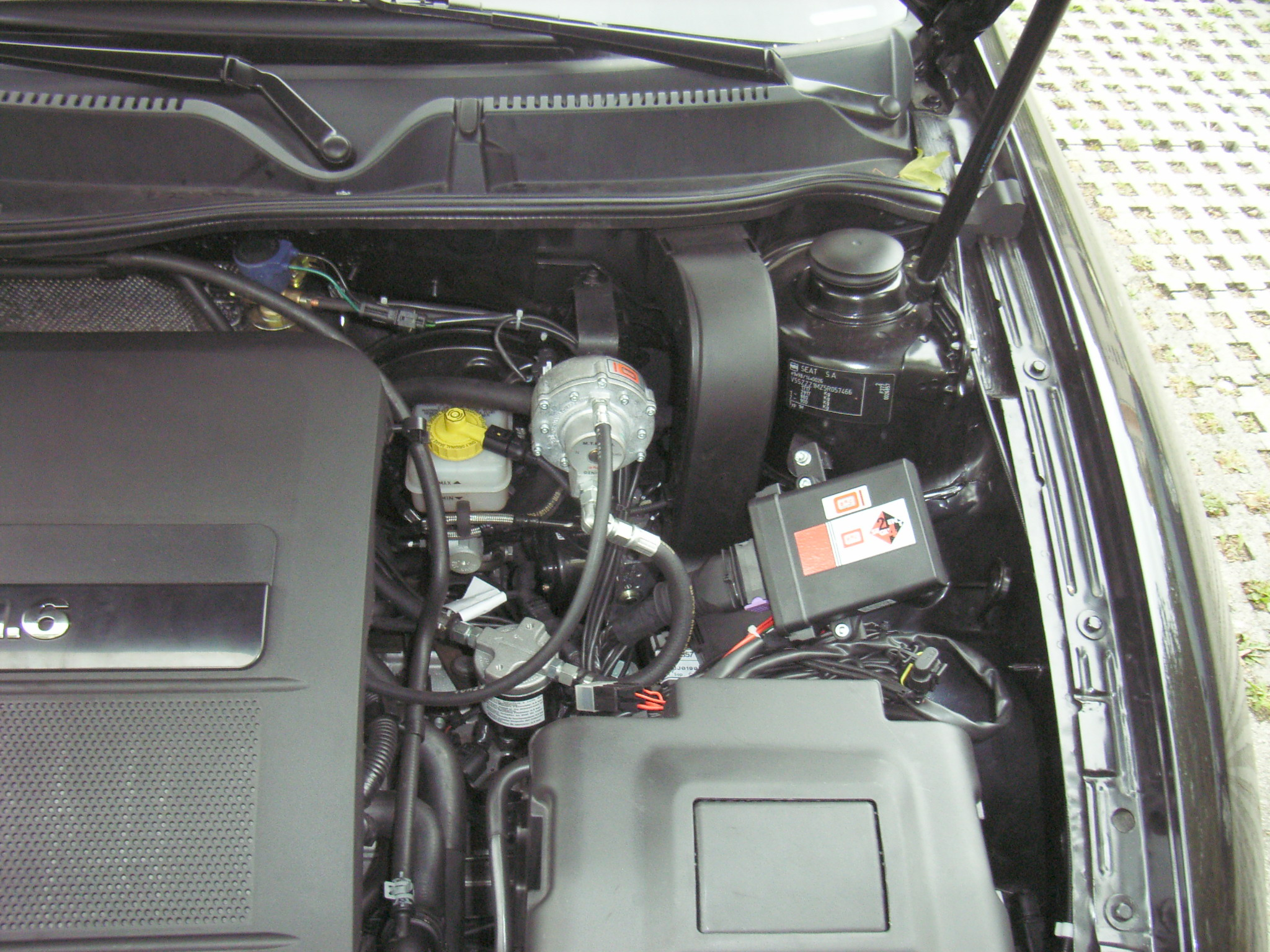
Autogasumbau bei einem Seat Leon

Mit Autogas betriebene KFZ werden entweder mit Benzin gestartet und danach je nach eingebauter Anlage per Schalter oder automatisch auf Gasbetrieb umgestellt, um eventuelle Warmlaufprobleme zu umgehen, oder sie starten direkt mit Autogas. Es wird zwischen Venturi-Anlagen, sequenziellen Anlagen und LPI-Anlagen unterschieden.
Die ersten beiden Anlagentypen haben gemeinsam, dass das im Tank unter Druck befindliche flüssige Gas dem Motor über einen Verdampfer und Druckregler gasförmig zugeführt wird. Da das Gas beim Verdampfen ähnlich wie Kältespray stark abkühlt, wird der Verdampfer mit Kühlwasser beheizt. Aus diesem Grund schalten die meisten Autogasanlagen erst ab ca. 30 °C Kühlwassertemperatur auf Gas, um ein Vereisen der Verdampfer bei niedrigen Außentemperaturen zu verhindern.
In einem zwei Jahre dauernden Projekt ist es Mitarbeitern der Hochschule für Technik und Wirtschaft des Saarlandes (HTW) in Saarbrücken gelungen, einen Kleinwagen auf monovalenten Gasantrieb umzurüsten. Das Fahrzeug benötigt somit zum Starten kein Benzin mehr und stößt nur noch 90,9 Gramm Kohlendioxid pro Kilometer aus. Erreicht wird die Monovalenz unter anderem durch eine flüssige Einspritzung des Autogases in das Ansaugrohr mit einem erhöhten Druck bis zu 15 bar. Dabei wird das LPG erst nach der Einspritzung durch die Entspannung gasförmig. In den meisten bisherigen Autogasanlagen wird dagegen ein Verdampfer eingesetzt, der erst durch das Kühlwasser auf Betriebstemperatur gebracht werden muss.
Seit 1995 werden LPI-Anlagen angeboten. Diese Systeme fördern mittels einer Kraftstoffpumpe flüssiges Gas unter Druck in einer Ringleitung, von wo es durch Dosierventile in flüssiger Form in den Ansaugtrakt gespritzt wird. Durch die für die Verdunstung aufgenommene Wärme kommt es zu einem Kühleffekt der Ansaugluft, abhängig vom Gasdurchsatz verringert sich die Ansaugtemperatur um 5 bis maximal 15 Kelvin. Dadurch kommt es zu einer geringfügigen Leistungssteigerung (siehe Turbomotor/Ladeluftkühler) respektive zu einem geringeren Leistungsverlust bezogen auf Verdampferanlagen. Zur Verbrennung wird Kraftstoff und der in der Luft enthaltene Sauerstoff benötigt. Kalte Luft enthält je Volumen mehr Sauerstoff als warme. Bei einem klassischen Benzinmotor wird der Kraftstoff als Aerosol eingespritzt, welcher fast kein Volumen benötigt. Gasförmige Kraftstoffe verdrängen Luft und senken so die Sauerstoffmenge im Zylinder. Bei LPG werden theoretisch 3 % der Luft verdrängt, bei Erdgas bis zu 10 %.
Die Autogasverbrennung erfolgt bei geringeren Schadstoffemissionen und erhöhter Laufruhe. Diese Effekte sind u. a. auf die hohe Klopffestigkeit von 105 bis 115 Oktan zurückzuführen sowie auf die homogene Gemischbildung. Gase sind im Gegensatz zu Aerosolen sehr schnell und sehr gleichmäßig mit der Verbrennungsluft mischbar. Durch die Vermeidung lokaler Luftmängel bzw. -überschüsse wird die Bildung von unerwünschten Verbrennungsnebenprodukten wie Kohlenmonoxid, teil-/unverbrannten Kohlenwasserstoffen oder Stickoxiden unterdrückt.

## Gas-Luft-Mischmethoden

### Venturi-Technik

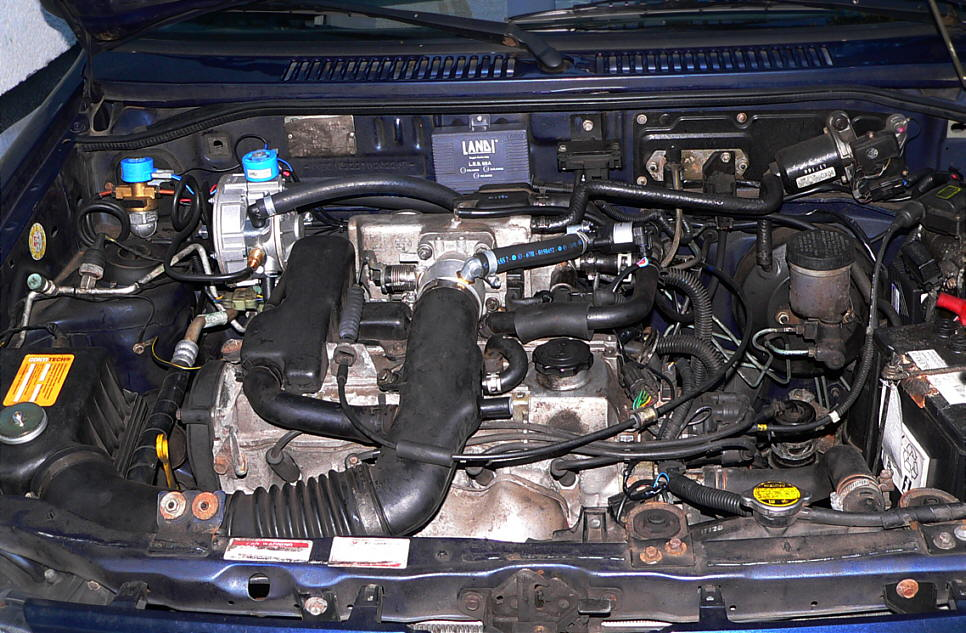
Motor eines KIA Pride mit Venturi-Technik-Autogasanlage

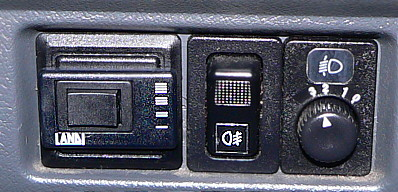
Schalter (links) zum manuellen Umschalten von Benzin auf Gas und umgekehrt

Die Venturi-Technik ist die älteste und preiswerteste Lösung. Hierbei wird eine Venturi-Düse vor die Drosselklappe in den Ansaugkanal montiert, die der Ansaugluft selbsttätig Gas beimischt, das aus einem unterdruckgesteuerten Verdampfer angefordert wird. Das Arbeitsprinzip ist einem Vergaser ähnlich. Diese Technik funktioniert grundsätzlich auch ohne jegliche Regelung, lediglich der Verdampfer wird auf ein bestimmtes Kraftstoff-Luft-Gemisch eingestellt. Aktuelle geregelte Venturi-Anlagen verfügen dennoch über ein Steuergerät, das u. a. die vorhandene Lambdasonde auswertet und das Gemisch durch Feinregelung der Gasmenge optimiert. Durch die prinzipbedingte Verengung des Ansaugquerschnitts ist bei Venturi-Anlagen mit leichtem Leistungsverlust und Mehrverbrauch zu rechnen. Viele Luftmengenmesser arbeiten auch bei älteren Fahrzeugen nach dem gleichen Prinzip (Quelle, Bosch K-Jetronik, Luftmengenmesser) Hier ist vor allem die Erfahrung des Umrüsters gefragt. Zudem kann es bei dieser Technik zu einer Rückverbrennung im Ansaugtrakt kommen. Dieses als Backfire bekannte Phänomen ist jedoch kein Zufall, es tritt nur bei fehlerhafter Technik, z. B. durch zu mageres oder viel zu fettes Gemisch (analog zum Vergaserpatschen), durch defekte oder verschlissene Zündanlagen oder auch bei undichten Einlassventilen auf. In den Ansaugstutzen und/oder in den Luftfilterkasten eingebaute Überdruckventile, die sich im Falle der Explosion öffnen und den Druck entweichen lassen, können Schäden durch Backfire verhindern. Die (geregelte) Venturitechnik ist bis zur Abgasnorm Euro 2 (bzw. z. T. auch D3) ohne Verlust einer Steuerklasse geeignet.

### Teilsequenzielle Anlagen

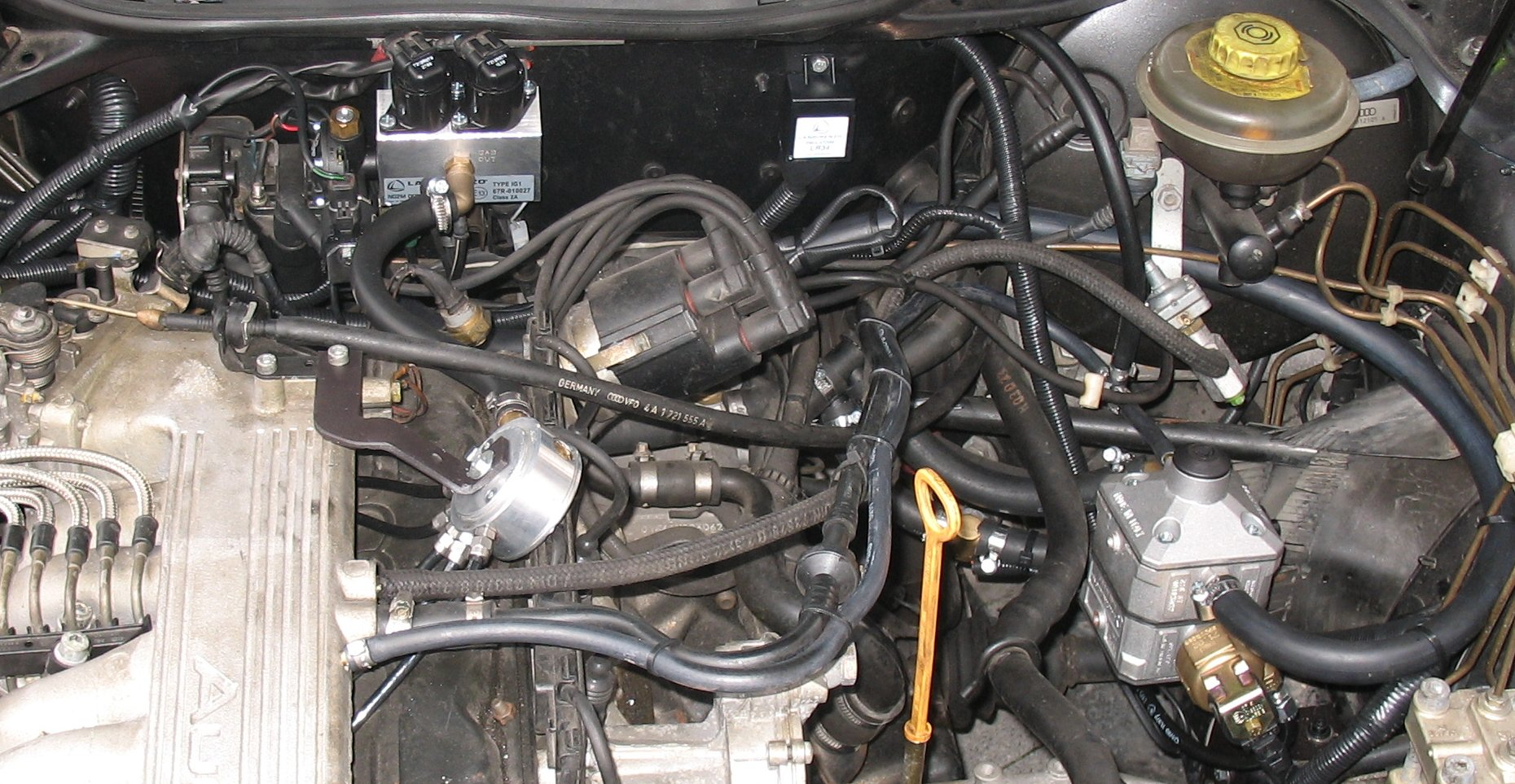
Verdampfer, Gasmengenregler und Gasmengenverteiler einer teilsequenziellen LPG-Anlage in einem Audi 100 2.3 E

Teilsequenzielle Anlagen verwenden ein elektronisch gesteuertes Dosierventil, welches das Gas mittels eines sternförmigen Gasverteilers in die Ansaugstutzen der Zylinder einbläst. Eine Querschnittsverengung im Ansaugtrakt und damit ein Leistungsverlust findet nicht statt. Ebenso ist die Backfire-Gefahr geringer, da das Gas unmittelbar vor den Einlass-Ventilen zugeführt wird und sich daher kein maßgebliches zündfähiges Gemisch im Ansaugtrakt befindet. Diese Anlagen verfügen häufig über einen eigenen programmierbaren Kennfeldgeber für den Gasbetrieb, der lediglich das Signal der Lambdasonde, die Drehzahl (z. B. Nockenwellensensor) und die Drosselklappenstellung vom Fahrzeug abgreift. Daher lassen sich auch ältere Fahrzeuge bis zur Schadstoffnorm Euro 3 mit diesem System ausstatten. Allerdings werden die teilsequenziellen Anlage inzwischen recht selten angeboten. Diese sind gegenüber einer Venturi erheblich teurer in der Anschaffung und durch das zu programmierende Kennfeld aufwändiger einzustellen. Daher übersteigt der Preis häufig den Restwert des umzurüstenden Fahrzeugs.

### Vollsequenzielle Anlagen

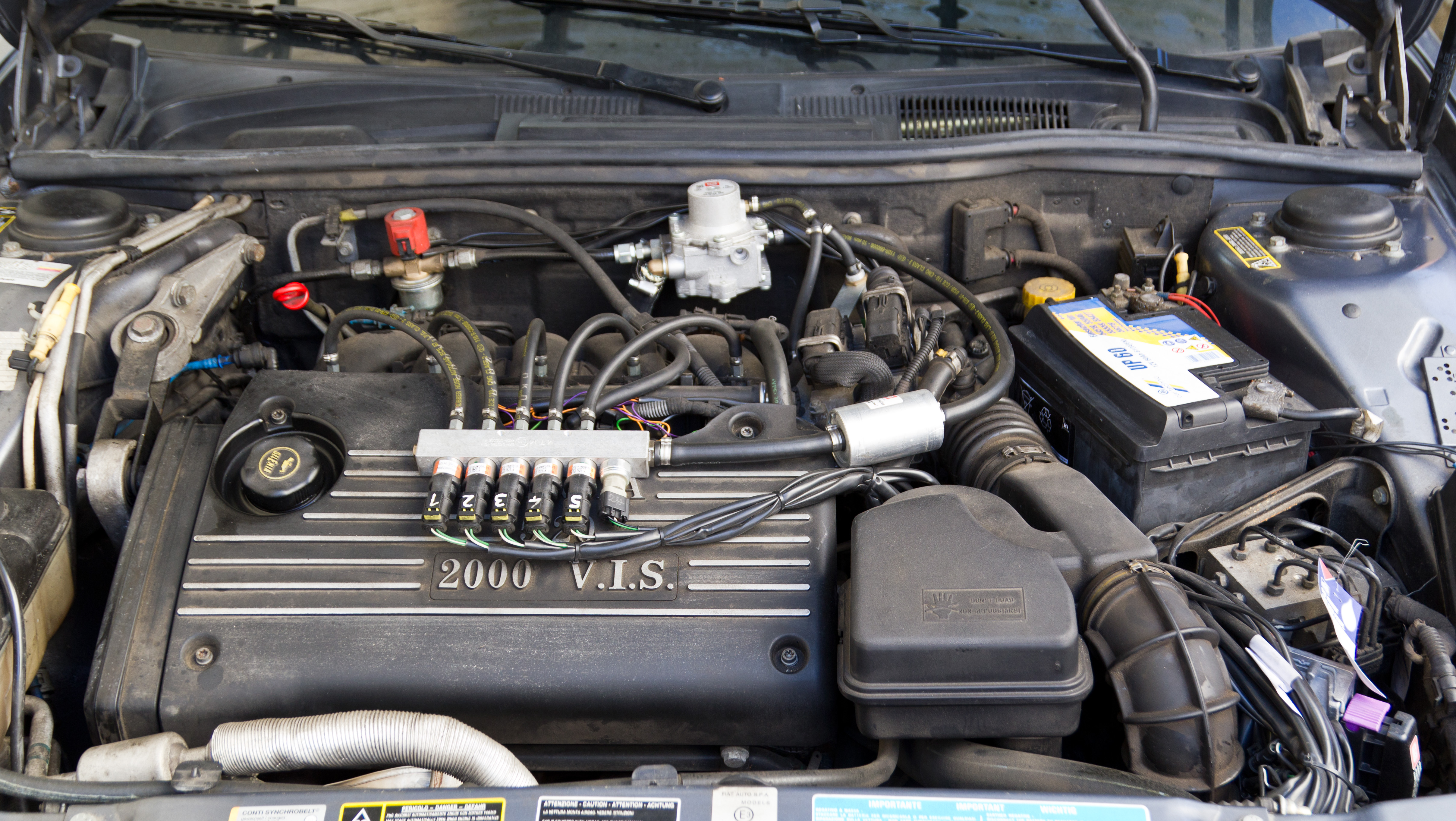
Motor eines Lancia Kappa mit vollsequenzieller Anlage

Vollsequenzielle Anlagen (Stand der Technik im Jahre 2009) verfügen über ein eigenes Dosierventil je Zylinder. Diese modernen Anlagen besitzen häufig nicht mehr einen eigenen autonomen Kennfeldrechner, sondern rechnen die vom Benzinsteuergerät ermittelte Einspritzdauer unter Benzin in eine äquivalente Einblasdauer für Gas um. Statt der Benzindüse wird eine Gasdüse betätigt, das Steuergerät für Gas ermittelt lediglich druck- und damit lastabhängige Korrekturfaktoren. Daher ist die Umrüstung und vor allem Programmierung einfacher, setzt jedoch eine vorhandene sequenzielle oder gruppensequenzielle Benzineinspritzung voraus. Moderne Fahrzeuge verfügen bereits seit Mitte der 1990er Jahre über diese Technik. Die Einführung der Schadstoffnormen Euro 3 und Euro 4 mit EOBD (Euro-On-Board-Diagnose) machte dann die sequenzielle Benzineinspritzung zwingend erforderlich. Die Abgasnorm Euro 4 wird problemlos erreicht bzw. unterboten (Herstellerangaben). Auf jeden Fall ist eine Abgasbestätigung über die derzeit gültige (bzw. dem Fahrzeug entsprechende) Abgasnorm zu verlangen, da sonst eine Abnahme (TÜV) in Deutschland nicht (bzw. nur sehr schwer, also teuer) zu erhalten ist. Ebenso ist eine Bescheinigung über den korrekten Einbau sowie die Dichtheitsprüfung gemäß VdTÜV 750 etc. zu verlangen. (Dies ist auch bei den vorgenannten Systemen notwendig und bei im Ausland eingebauten Anlagen oft nicht vorhanden.)

### LPI-Anlagen
LPI ist die Abkürzung für Liquid Propane Injection und heißt übersetzt Flüssig-Propan-Einspritzung, also Flüssiggaseinspritzung. Die sequenzielle Gaseinspritzung in flüssiger Form stellt wohl die neueste (sogenannte) 5. Generation der Autogassysteme dar. Diese Technik wurde bereits Anfang der 1990er Jahre vorgestellt. Diese Systeme sind im Vergleich zu Verdampfungsanlagen meist etwas teurer. Die Flüssiggaspumpen und -tanks sind relativ laut und waren damals in den ersten Serienausführungen anfällig. Mittlerweile gibt es spezielle Flüssiggaspumpen, welche nach der geltenden ECE 67R-01 Richtlinie homologiert wurden und für den Betrieb mit Autogas ausgelegt sind. Da auch die Pumpe ein separates Bauteil einer Autogasanlage ist, muss dieses mit einer entsprechenden Prüfnummer nach 67R-01 gekennzeichnet sein. Nur daran lässt sich die Zulassung der Pumpe für LPG zweifelsfrei erkennen.
Die Hersteller werben mit Brennraumkühlung, da das Autogas flüssig in den Motor eingespritzt wird. Auch wenn unter Umständen deutlich vor den Einlassventilen der Brennräume das Autogas in den Ansaugkrümmer eingespritzt wird und das LPG bereits im Saugrohr verdampfen sollte, wird der Ladeluftstrom des Motors durch die für die Verdampfung nötige Wärme dennoch gekühlt und damit der Liefergrad erhöht. Dies gilt nicht für Systeme mit Verdampfern. Hier wird die nötige Verdampfungsenthalpie dem Kühlwasser entnommen und kann nicht mehr zur Erhöhung des Liefergrads verwendet werden.
Die Bezeichnung LPI hat sich der niederländische Hersteller Vialle markenrechtlich schützen lassen. Der Hersteller ICOM bezeichnet die Technik der Flüssiggaseinspritzung daher als JTG.
Bei der Vialle-Anlage wird ein eigenes Kennfeld mittels separaten Steuergeräts generiert – verschiedene Felder sollen schon vorgegeben sein.
Das ICOM-System verwendet LPG-Einspritzdüsen, die in ihrer Charakteristik den Benzineinspritzdüsen gleichen. Dadurch können die Einspritzzeiten des Benzinsteuergeräts verwendet werden. Das Gassteuergerät arbeitet nur als Umschalter zwischen Benzin und Gaseinspritzdüse. Lediglich die Gaseinspritzdüsen müssen beim Einbau kalibriert werden. Ein kompliziertes Einstellen des Gassteuergerätes entfällt hierdurch wie bei den Verdampfersystemen. Weitere Vorteile sind die nicht vorhandenen Wartungskosten für Filterwechsel oder Nachjustierungen der Software für den Fahrbetrieb.

## Betankung

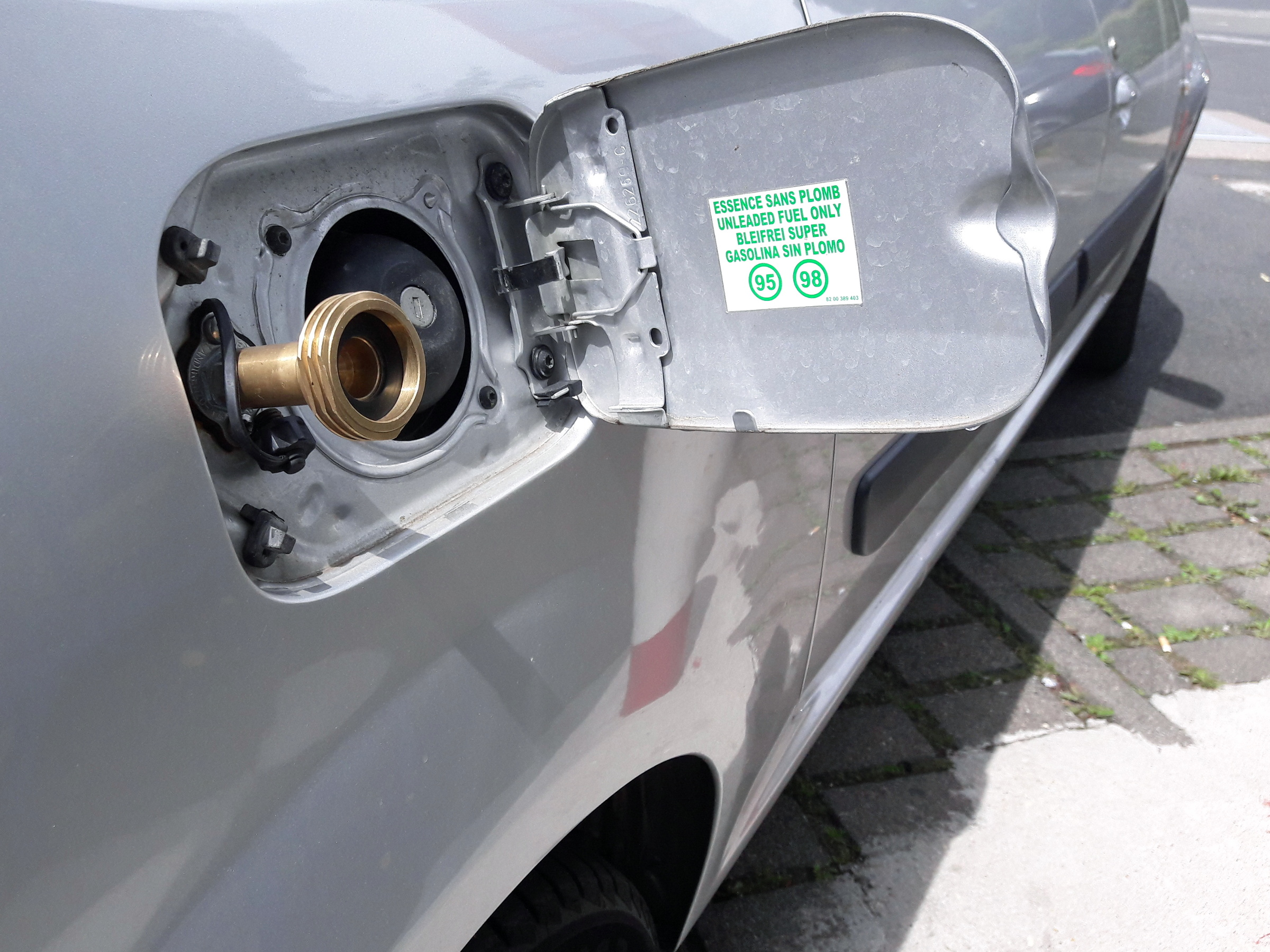
Tanköffnung eines Dacia Logan MCV mit angesetztem ACME-Adapter; dahinter ist der Einfüllstutzen des Benzintanks

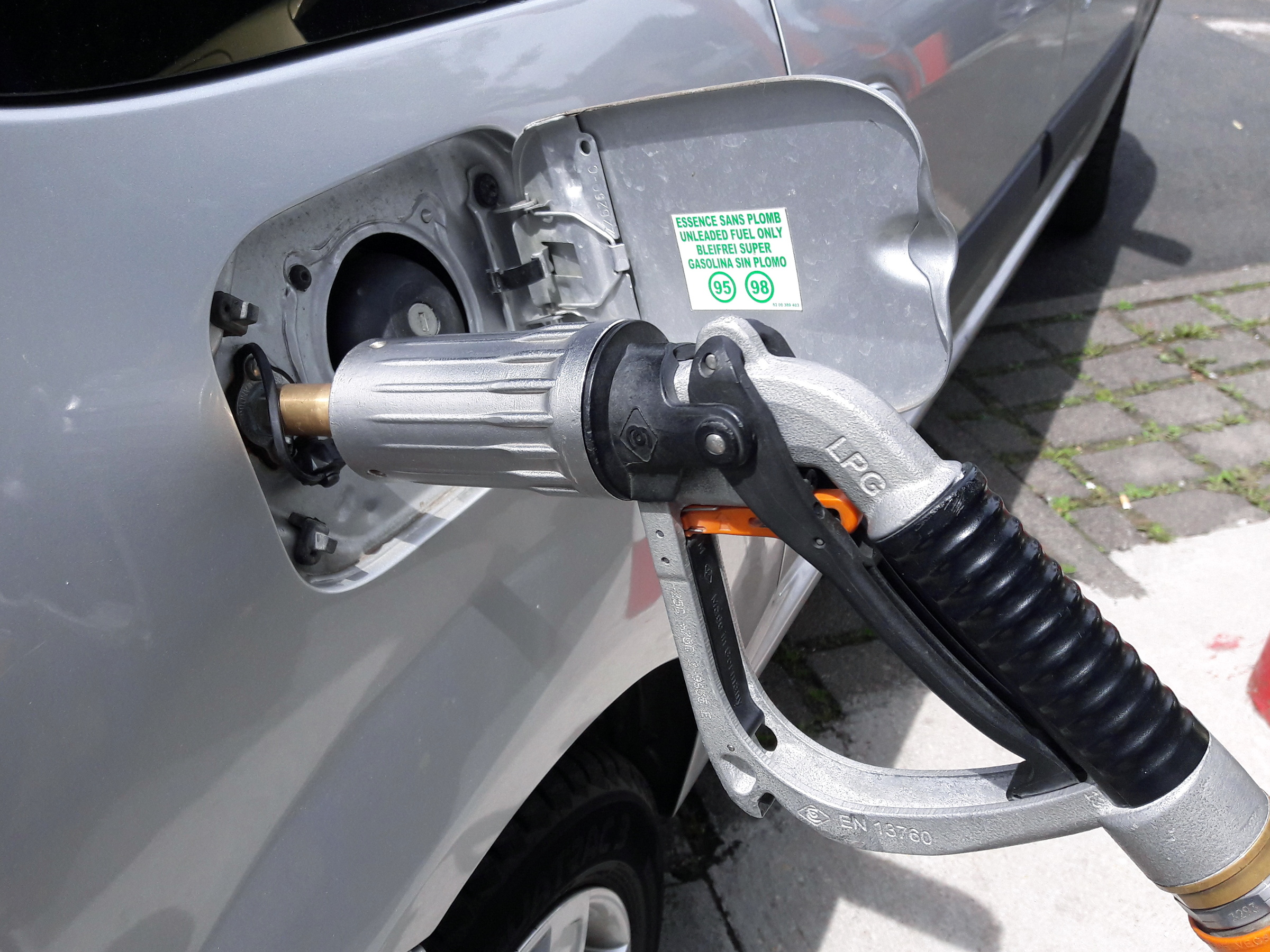
LPG-Zapfpistole angesetzt und arretiert

Weltkarte Flüssiggas-Tankadapter

Die Betankung eines Fahrzeugs mit Autogas muss unter Druck erfolgen, damit der Kraftstoff flüssig bleibt. Zum Herstellen einer druckdichten Verbindung existieren mehrere Anschlusssysteme (ACME, DISH, Bajonett, Euronozzle); passende Flüssiggas-Tankadapter werden meist im Fahrzeug vorgehalten, können aber an vielen Tankstellen auch entliehen werden.
Der Griff der Zapfpistole wird nach dem Herstellen der Verbindung in offener Stellung arretiert. Dabei wird nicht nur (wie bei anderen Kraftstoffen) die Leitung geöffnet, sondern zunächst eine druckdichte Verbindung hergestellt. Der Tankvorgang beginnt erst dann, wenn ein Totmannknopf an der Zapfsäule gedrückt und gehalten wird (gelegentlich wird für diese Funktion auch ein Fußtaster angeboten). Das soll eine durchgehende Beaufsichtigung des Tankvorganges sicherstellen. Gesetzlich dürfen Autogastanks nur bis zu 80 % ihres nominellen Tankvolumens befüllt werden, um einen ausreichenden Berstschutz bei Überhitzung zu gewährleisten. Im Tank befindet sich ein Schwimmerventil, das bei Erreichen des maximal zulässigen Füllstandes den Tankstutzen mechanisch verschließt, worauf die Zapfanlage die Betankung wegen Überschreitung des zulässigen Betankungsdruckes abbricht.
Propan entwickelt bei 30 °C einen Dampfdruck (und damit Tank-Innendruck) von etwa 11 bar, in Deutschland liefern die meisten Zapfsäulen einen Betankungsdruck zwischen 12 und 14 bar. Da während der Betankung der gasförmige Anteil im Tank komprimiert und damit erwärmt wird, wodurch der Tankinnendruck deutlich über den Ruhewert ansteigt, ist es bei sommerlichen Umgebungstemperaturen nicht immer möglich, das maximale Füllvolumen überhaupt zu erreichen.

## Verbreitung

### Deutschland

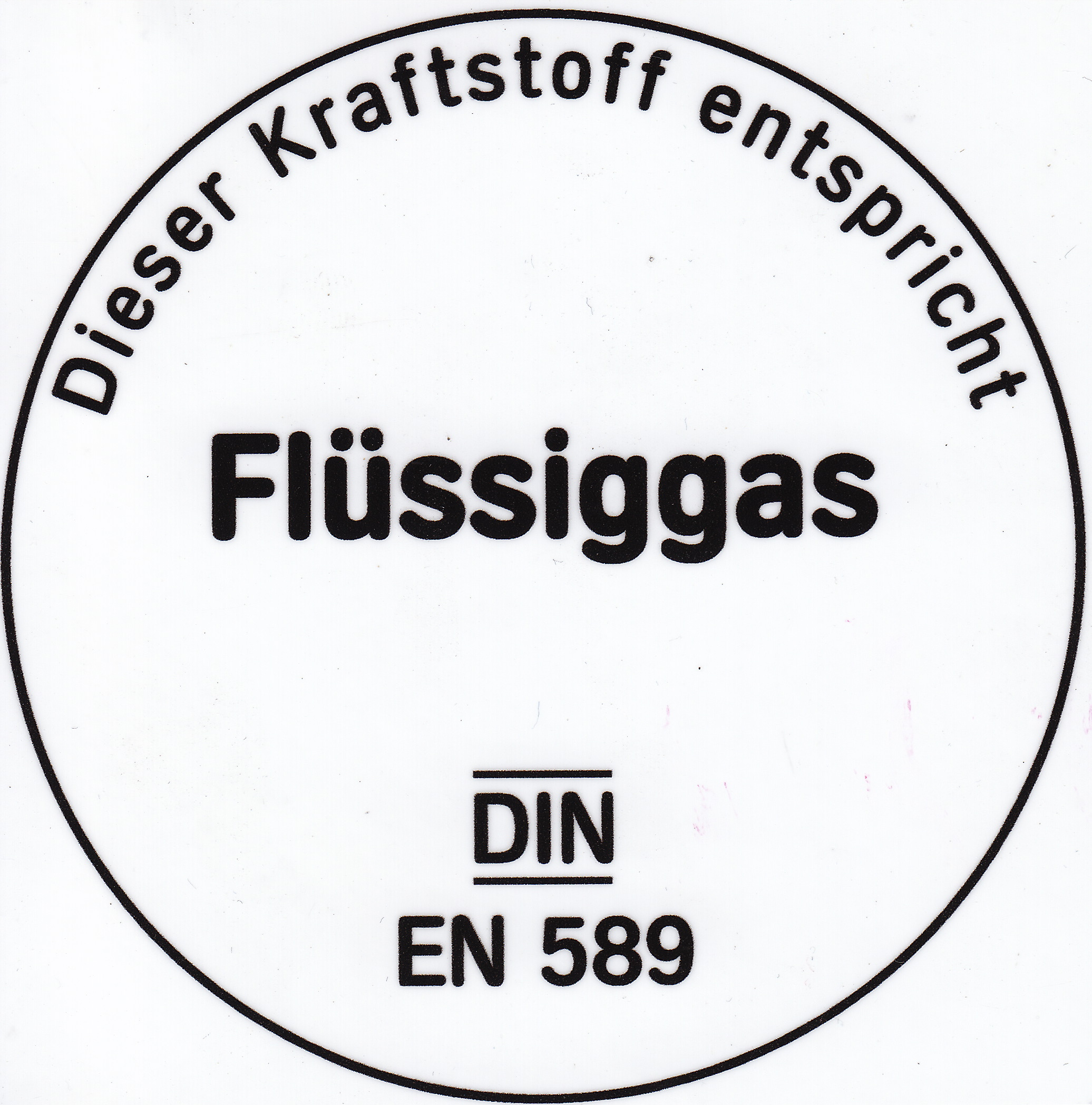
In Deutschland vorgeschriebener Zapfsäulenaufkleber für Flüssiggas nach DIN EN 589.

In Deutschland gab es im Juli 2014 die bisherige Rekordanzahl von 6852 Autogastankstellen. Angesichts der Preis- und Versorgungssituation scheint eine Sättigung einzutreten, die Anzahl ist seitdem leicht rückläufig und lag im Juni 2018 bei 6.469 Tankstellen.
Die Zahl der zugelassenen Autogas-PKW nahm nach einem Höchststand 2014 mit ca. 500.000 Fahrzeugen bis 2022 auf 334.481 PKW ab.

### Europa
In vielen europäischen Ländern bestehen flächendeckende Gastankstellennetze:
| Niederlande    | ca. 2.100  |
| Belgien        | ca. 650    |
| Italien        | 3.164      |
| Polen          | ca. 5.000  |
| Tschechien     | ca. 700    |
| Slowakei       | ca. 100    |
| Rumänien       | ca. 1.300  |
| Frankreich     | ca. 1.700  |
| Großbritannien | ca. 1.400  |
| Ungarn         | ca. 500    |
| Türkei         | ca. 10.000 |

In Belgien, Tschechien, Irland, den Niederlanden, Polen und der Türkei ist die Dichte an Autogastankstellen pro Einwohner höher als in Deutschland.
In mehreren anderen europäischen Ländern ist lediglich eine Grundversorgung für Touristen und Durchreisende gewährleistet:
- Österreich: 32 öffentliche Tankstellen (Stand Mai 2013).[22] Als Kraftstoff wird Flüssiggas in Österreich über eine Befreiung von der Mineralölsteuer hinaus nicht gefördert, weil erneuerbaren Kraftstoffen der Vorzug gegeben wird.[23]
- Schweiz: 52 bekannte Tankstellen (Stand Mai 2013)[22]
- Slowenien: 35 bekannte Tankstellen (meist Autobahntankstellen) (Stand Mai 2013)[22]
- Portugal: 95 bekannte Tankstellen (Stand Mai 2013)[22]
- Spanien: hunderte Tankstellen im ganzen Land verteilt
- Schweden: 52 bekannte Tankstellen[24]
- Norwegen: 115 bekannte Tankstellen[25]

In Dänemark und Finnland ist Autogas fast gar nicht erhältlich.

### Weltweit
Den größten anteiligen Verbrauch aller Staaten von LPG hatte Stand 2007 Südkorea (22 %), gefolgt von Japan (9 %), Türkei (8 %), Mexiko (8 %), Australien (7 %). Verbreitet ist Autogas außerdem in Kroatien (129 Tankstellen), Russland, Armenien, China, Thailand, Kambodscha, Vietnam, USA und Kanada. In der Ukraine bietet fast jede Tankstelle auch Autogas an, da fast 50 % aller PKW mit Autogasanlagen ausgerüstet sind. In Kasachstan ist Autogas so weit verbreitet, dass eine Preiserhöhung im Januar 2022 zu Unruhen und dem Rücktritt der Regierung führte.

## Preise und Kosten
Die Preise für Autogas sind in Deutschland bei einheitlicher Besteuerung durch die Energiesteuer regional stark unterschiedlich.
Bei dem Preisvergleich mit Benzin muss berücksichtigt werden, dass der Literverbrauch bis 25 % höher liegt, da Flüssiggas einen geringeren Brennwert je Liter hat (jedoch einen 10 % höheren Brennwert je Kilogramm).
Unvermischtes Flüssiggas (LPG) als Kraftstoff wird in Deutschland mit einer Mineralölsteuer von lediglich 9,74 ct/l (= 18 Ct/kg, = 1,41 ct/kWh) besteuert.
Diesel bzw. Gasöl (Schwefelgehalt ≤ 10 mg/dm³) wird mit 4,7 ct/kWh, Benzin (Schwefelgehalt ≤ 10 mg/dm³) wird mit 7,3 ct/kWh besteuert. (Alle Besteuerungen zzgl. MwSt.)
Die Umrüstkosten und die Kraftstoffverbräuche sind für die Amortisation wesentliche Faktoren. Für eine korrekte Umrüstung eines Pkw können ca. 2500 Euro angesetzt werden.
Die laufenden Kosten erhöhen sich um regelmäßige Dichtigkeitsprüfungen (wird in der Regel bei der Hauptuntersuchung vorgenommen) sowie turnusmäßige Wartungsarbeiten an der Gasanlage (Filterwechsel). Bei Anlagen mit Flüssiggaseinspritzung entfallen die Wartungskosten für Filterwechsel und Nachstellen der Software, da die Signale weiterhin vom originalen Steuergerät kommen.

### Amortisation der Investitionen
In welchen Zeitraum sich die Umrüstung auf Autogas amortisiert, hängt von den Ausgaben und Kosten für die Umrüstung, den veränderten Wartungs- und Reparaturkosten, vom Verbrauch, der jährlichen Kilometerleistung sowie den Kraftstoffpreisen ab. Dabei wirken nur die niedrigen Kraftstoffpreise positiv – sie müssen die anderen Faktoren aufwiegen.
Die Gewinnschwelle (break-even-point) wird meist erst nach einer bestimmten Fahrstrecke erreicht. Diese Amortisationsfahrstrecke ist umso kürzer, je größer der ursprüngliche Kraftstoffbedarf mit Benzin war, je höher der (kWh-bezogene) Preisunterschied zu Benzin ist und je geringer die Investitions- und Wartungskosten sind. In Fällen von geringem Kraftstoffverbrauch vergrößert sich die zu fahrende Strecke.
Da meist nur die günstigeren Kraftstoffpreise positiv in die Amortisationsrechnung eingehen, kann ein Ansteigen der Kraftstoffpreise eine Amortisation komplett verhindern.
Amortisationsrechner erleichtern die Kalkulation, berücksichtigen in der Regel jedoch nicht eventuelle Kreditzinsen. Die Amortisationszeit ist abgeschlossen, wenn die Amortisationsfahrstrecke zurückgelegt wurde.

## Vergleich Flüssiggas (LPG) und Erdgas (CNG) für Kraftfahrzeuge
| Abk. | Bezeichnung                                | Zusammensetzung | Energiedichte (in MJ/l) | Dichte (in kg/m³) | Druck (in bar) | Temperatur im Drucktank |
| ---- | ------------------------------------------ | --------------- | ----------------------- | ----------------- | -------------- | ----------------------- |
| LPG  | Liquefied Petroleum Gas / Low Pressure Gas | Propan, Butan   | 25                      | 540               | 2 bis 8        | Umgebungstemperatur     |
| CNG  | Compressed Natural Gas                     | Methan          | 9                       | 130               | 200 bis 250    | Umgebungstemperatur     |
| LNG  | Liquefied Natural Gas                      | Methan          | 21                      | 400 bis 500       | 8              | −170 bis −120 °C        |
| CGH2 | Compressed Hydrogen Gas                    | Wasserstoff     |                         | 28 bis 40         | 250 bis 700    | Umgebungstemperatur     |
| CCH2 | Cryo-compressed Hydrogen                   | Wasserstoff     |                         | 80                | 4              | −220 °C                 |

### Chemisch
- LPG ist hauptsächlich ein Propan-Butan-Gemisch, die Oktanzahl liegt, je nach Butananteil, zwischen 105 und 115, i. d. R. von 103 bis 111 Oktan ROZ bei Mischgas im Verhältnis Propan zu Butan 60:40 bzw. von 104 bis 107 Oktan ROZ bei 40:60.[29]
- CNG besteht hauptsächlich aus Methan (etwa 84–99 Vol.-%), die Oktanzahl beträgt 120–140.

### Physikalisch
- LPG wird bei etwa 5–15 bar Druck flüssig gespeichert (ca. 0,54–0,60 kg Kraftstoff je Liter Bruttotankvolumen).
- CNG wird gasförmig bei etwa 200 bar gespeichert (ca. 0,45 kg Kraftstoff je Liter Druckgas-Tankvolumen) und durch einen Hochdruckregler auf 7 bar verringert.

### Motorleistung
Jeder gasförmige Brennstoff (LPG und CNG) wirkt verdrängend, daher verringert sich im Ansaugtrakt die mögliche Luftzufuhr (weniger Sauerstoff für die Verbrennung). Bei klassischen Saugmotoren muss jedoch bei beiden Kraftstoffen grundsätzlich mit einem Leistungsverlust gerechnet werden. Im alltagsrelevanten Teillastbereich kann die Motorleistung durch eine homogenere und bessere Vermischung jedoch sogar leicht ansteigen.
Bei heute üblichen aufgeladenen Motoren mit Turbolader oder Kompressor kann der Leistungsverlust durch einen höheren Ladedruck und damit eine höhere Sauerstofffüllung kompensiert werden. Die hohe Oktanzahl von deutlich über 100 des LPG und CNG begünstigt diesen Umstand.
- LPG: Die Energiedichte von LPG beträgt 24,8 MJ/l und ist damit geringer als etwa die von Benzin (31,7 MJ/l) oder jener von Diesel (35,8 MJ/l). Dies erklärt den Mehrverbrauch in Litern/100 km von LPG-Fahrzeugen im Vergleich zu Benzin- oder Dieselantrieben. Umgerüstete Fahrzeuge weisen zudem ein Leistungsverlust auf. Alte Venturianlagen bzw. deren Düse (zulässig nur bis Euro 2) können bis 10 % Leistungsverlust durch zusätzliche Drosselverluste im Ansaugtrakt verursachen, welche jedoch nur beim Abfordern der Maximalleistung spürbar wird. Bei neueren sequenziellen Verdampferanlagen ist theoretisch ein Leistungsverlust von bis zu 3,8 % zu erwarten, der in der Praxis jedoch nicht spürbar ist. Eine flüssig einspritzende Anlage kühlt während des Verdampfens die Luft durch die nötige Verdampfungsenthalpie im Ansaugtrakt herunter, wodurch die Zylinderfüllung (analog zur klassischen Benzineinspritzung vor dem Einlassventil) verbessert wird. Daher ist oft kein Leistungsverlust messbar oder sogar ein leichter Leistungsgewinn zu beobachten. Dieser wird nochmals durch die höhere Oktanzahl verstärkt, die eine Verschiebung des Zündzeitpunkts in Richtung „Früh“ erlaubt. Dies wird durch den Klopfsensor eingestellt.
- CNG: Die Energiedichte von Methan (Hauptbestandteil von CNG) beträgt 21 MJ/l und ist damit geringer als etwa die von Benzin (31,7 MJ/l) oder jener von Diesel (35,8 MJ/l). Dies erklärt den Verbrauchs-Mehrbedarf in Litern/100 km von CNG-Fahrzeugen im Vergleich zu Benzin- oder Dieselantrieben. Da die Dichte von CNG druckabhängig ist, wird es in Kilogramm statt Litern verkauft. Dabei entspricht 1 kg CNG etwa 2,2 l in flüssigem Zustand.

### Kohlendioxid-Ausstoß
- Die Kohlendioxid-Emissionen im Gasbetrieb hängen von der Herstellungsweise, dem Ausgangsstoff und den Transportwegen ab. Wird rein die Verbrennung von Autogas betrachtet, können die CO2-Emissionen zu 65 g/MJ angenommen werden. Das entspricht etwa 88 % der Emissionen, die durch die Verbrennung von Diesel verursacht werden.[30] Andere Studien zeigen dagegen, dass sich bei Betrachtung des gesamten Herstellungsprozesses keine Vorteile von LPG und LNG im Vergleich zu konventionellen Kraftstoffen ergeben.[31]
- Rechnerisch reduziert LPG den CO2-Ausstoß gegenüber Benzinverbrennung um etwa 15 %. Rechenweg für Propan: Dichte des flüssigen Kraftstoffs ca. 500 g/l, Molmasse Propan 44 g/mol, je Verbrennung entstehen 3 CO2 zu je 44 g/mol. Das ergibt 500/44·3·44 = 1500 g/l. Zuzüglich 30 % Mehrverbrauch (siehe oben) entspricht ein Liter Superbenzin durch die energetisch gleiche Menge Propangas ersetzt CO2-Emissionen von etwa 2,0 kg je Liter. Bei Superbenzin wird mit 2,32 kg/l gerechnet (siehe [Kraftstoffverbrauch]). Wird Butan eingesetzt, so entsteht durch die höhere Dichte und den höheren Kohlenstoffgehalt mehr CO2 je Liter, allerdings sinkt der Mehrverbrauch durch den höheren Brennwert im Gegenzug ab. „Auf die Nachkommastelle“ exakte Daten lassen sich durch die temperaturabhängige Dichte des verflüssigten Gases und die jahreszeitliche Änderung des Propan/Butan-Verhältnisses nicht angeben. Als weiteres Verbrennungsprodukt entsteht mehr Wasser als bei der Verbrennung von Benzin oder Diesel. Dies ist der Grund für den im Vergleich geringeren Anteil an CO2 bei der Verbrennung kurzkettiger Kohlenwasserstoffe. Insbesondere verbrennt jedes Molekül Methan zu einem Molekül CO2 und zwei Molekülen H2O.
- Bei Motoren, die CNG verbrennen, reduziert sich der Kohlendioxid-Ausstoß gegenüber Benzinverbrennung um etwa 25 %. Bei Motoren, die auf CNG-Verbrennung ausgelegt werden, ist theoretisch eine stärkere Kohlendioxid-Reduzierung durch höhere Verdichtung und dadurch bedingten größeren Wirkungsgrad möglich. Im Reservebetrieb tritt dann selbst mit 100-Oktan-Benzin ein höherer Verbrauch auf – stärker, als wenn ein Super-Plus-optimiertes Fahrzeug mit Normalbenzin fahren muss.

### Tanktechnik
LPG kann in Radmuldentanks ohne Kofferraumverlust nachgerüstet werden. Zylindertanks sind mit Volumina bis über 200 Liter verfügbar; Radmuldentanks werden je nach Muldengröße bis über 60–95 Liter angeboten. Der Einbau von Zusatztanks ist z. B. bei Pickups oder Transportern ohne weiteres möglich. Das Nettotankvolumen beträgt 80 % des Bruttovolumens. Dies ist aus Sicherheitsgründen (Ausdehnung im heißen Fahrzeug) vorgeschrieben und wird durch ein Abschaltventil im Fahrzeug sichergestellt. Der Prüfdruck dieser Tankanlagen (TÜV) liegt bei 40 bar. Der übliche Betriebsdruck unter 10 bar. Da es sich bei LPG-Tanks nicht um Hochdruckbehälter handelt, ist eine Vielzahl von Tankformen möglich. Weit verbreitet sind jedoch Zylinder- und Ringtanks.

### Verbreitung
- LPG: Wird derzeit an 6200 Tankstellen in Deutschland flächendeckend angeboten (Stand Februar 2020). Ca. 75 % der LPG-Tankstellen führen auch Benzin und ca. 45 % sind 24 h geöffnet. In Brandenburg ist die Dichte der LPG-Tankstellen am geringsten.[22]
- CNG: Wird derzeit an knapp über 900 Tankstellen in Deutschland angeboten (Stand Mitte 2013). Ca. 81 % der CNG-Tankstellen führen auch Benzin und ca. 65 % sind 24 h geöffnet.[22] Mit Ausnahme Nordrhein-Westfalens ist die Dichte der CNG-Tankstellen gering.
- Allgemein: Seit Juni 2006 besteht die rechtliche Grundlage für eine bundesweit einheitliche Vorwegbeschilderung auf Autobahnen für LPG- und CNG-Tankstellen. Bei geringer Gastankstellendichte ist es ratsam, sich vor Fahrtantritt bezüglich der an der Reiseroute befindlichen Gastankstellen zu erkundigen. Reine Gas-Tankstellen sind oft nicht mit Personal besetzt, so dass die Bezahlung ausschließlich mittels Karte (EC-Karte bzw. Kundenkarte) möglich ist. Unbesetzte Tankstellen sind meist etwas günstiger als reguläre Tankstellen.

### Verteilung
- LPG wird wie Benzin- und Dieselkraftstoffe in der Regel auf der Straße zur Tankstelle transportiert und belastet so den Straßenverkehr. Allerdings ist der Tankstellenbetreiber nicht zwingend an einen regionalen Gasversorger gebunden.
- CNG hingegen besteht aus Erdgas und findet seinen Weg zum Verbraucher über Rohrleitungen. Tankstellen erhalten das Erdgas aus dem Netz der örtlichen Gasversorgungsunternehmen; die Kompression auf den Tankdruck von mehr als 220 bar erfolgt vor Ort. Ländliche CNG-Tankstellen ohne Anschluss an ein Erdgasnetz sind nur schwer oder teuer zu versorgen. Hier stellen Bio-Erdgas-Tankstellen eine sinnvolle Alternative dar.

### Praktische Konsequenzen
- LPG ist mit relativ einfachen Nachrüstungen verwendbar, die erzielbaren Reichweiten liegen bei 40-Liter-Tanks um 450 bis 500 km und damit höher als bei CNG. Wird ein Ottomotor auf Gasbetrieb nachgerüstet, so bietet sich aus Kosten- und Platzgründen häufig LPG an.
- CNG erfordert aufgrund des höheren Drucks dickwandigere und damit schwerere Tanks und erlaubt bei Nachrüstung je nach Verbrauch Reichweiten von 240 bis 300 km, weniger als bei LPG. Ist ein Fahrzeug ab Werk mit Unterflurtanks ausgestattet, so sind auch bei CNG Reichweiten von über 650 km mit einer Tankfüllung erreichbar. Häufig werden Neuanschaffung und Umrüstung vom örtlichen Gasversorgungsunternehmen gefördert, die durchschnittliche Fördersumme liegt bei etwa 500 €.

## Sicherheit

### Eigenschaften
LPG und CNG sind hochentzündliche Gemische. LPG enthält zum Teil auch das krebserregende 1,3-Butadien. Laut Anhang VI der europäischen Chemikalienverordnung kann bei der GHS-Kennzeichnung von Gemischen wie LPG die eine Konzentrationen unter 0,1 % 1,3-Butadien enthalten, die Einstufung des Gemisches als krebserregend entfallen.

### Sicherheitsbestimmungen
Flüssiggasanlagen sind überwachungsbedürftige Anlagen nach der Betriebssicherheitsverordnung, sie müssen daher vor der Inbetriebnahme und in bestimmten Fristen wiederkehrend durch eine zugelassene Überwachungsstelle geprüft werden (Gasanlagenprüfung). Auch die Bestimmungen der Betriebssicherheitsverordnung hinsichtlich des Explosionsschutzes sind zu beachten.
Gesetzliche Einschränkungen zum Abstellen von Autogas-PKW in Tiefgaragen wurden bereits seit 1998 gelockert. In den Garagenverordnungen der meisten Bundesländer ist es grundsätzlich erlaubt, mit Autogas-PKW in Tiefgaragen zu fahren. In Berlin, Bremen und dem Saarland gelten Einschränkungen. Jedoch untersagen mitunter noch die Garagenbesitzer die Einfahrt durch Hinweisschilder. Hierbei ist auf das Hausrecht des Garagenbesitzers zu achten. Auch innerhalb Österreichs sind die Verordnungen nicht einheitlich, da sie in die Kompetenz der Bundesländer fallen. Laut ÖAMTC ist das Parken in Tiefgaragen aber mit LPG verboten.
Ein Autogastank besteht aus einer etwa 3,5 mm starken Stahlwandung und ist für einen Betriebsdruck von maximal 20 bar ausgelegt. Die Sicherheitsprüfung des TÜV schreibt einen Prüfdruck von 40 bar vor.
Sicherheitsventile sorgen zudem im extremen Schadensfall für ein gezieltes Abblasen oder bei Hitzeeinwirkung – zum Beispiel bei Brand eines Fahrzeuges – für ein kontrolliertes Abbrennen der Gasfüllung und verhindern damit die Gefahr von Explosionen. Wichtig für den sicheren Umgang mit der neuen Technik ist jedoch die Einhaltung der Prüfintervalle und -richtlinien.

### Sicherheitstechnik
Zu den Sicherheitsrisiken schreibt der ADAC: „Es gibt keine Hinweise aus der Praxis, dass bei diesen Fahrzeugen ein erhöhtes Sicherheitsrisiko besteht, auch nicht aus jenen Ländern, wo relativ viele Autogasautos zugelassen sind. Crash- und Brandtests zeigen, dass Autogasautos nicht gefährlicher sind als vergleichbare Benzinfahrzeuge.“ Autogastanks und deren Rohrverbindungen sind mit unterschiedlichen Sicherungssystemen ausgestattet: So ist der Füllleitungsanschluss mit einem Rückschlagventil versehen, das bei einem Rohrabriss das Austreten von Gas verhindert. Die Beförderungsleitung in den Motorraum ist direkt bei der Tankentnahme mit einem Magnetventil gesichert, das bei Unterbrechung der Stromversorgung sofort schließt. Bei zu hohem Druckverlust unterbricht das Gassteuergerät die Stromversorgung zum Magnetventil. Sollte bei einem Unfall die Fahrzeugstromversorgung nicht mehr funktionieren, dann ist das beschriebene Magnetventil aufgrund der fehlenden Stromzufuhr auf jeden Fall geschlossen.
Im Falle eines Brands sind die meisten Tanks bis zu einem Überdruck von (30…35) bar geprüft (Berstdruck ca. 60…90 bar). Je nach Tankart (1-Loch/4-Loch) ist entweder ein separates Überdruckventil oder ein in das Multiventil integriertes Überdruckventil verbaut. Dieses öffnet bei einem Druck von ca. (25…28) bar, wodurch sichergestellt ist, dass das Gas im Brandfall kontrolliert abgelassen wird und der Tank nicht bersten kann. Für eine erhöhte Sicherheit kann auch ein redundantes Sicherheitsventil verbaut werden. Dieses besteht aus insgesamt 2 Überdruckventilen, z. B. eins im primären Multiventil und ein weiteres im sekundären Multiventil, bzw. 2 Überdruckventile im Hauptmultiventil.

### Bewegliche Behälter

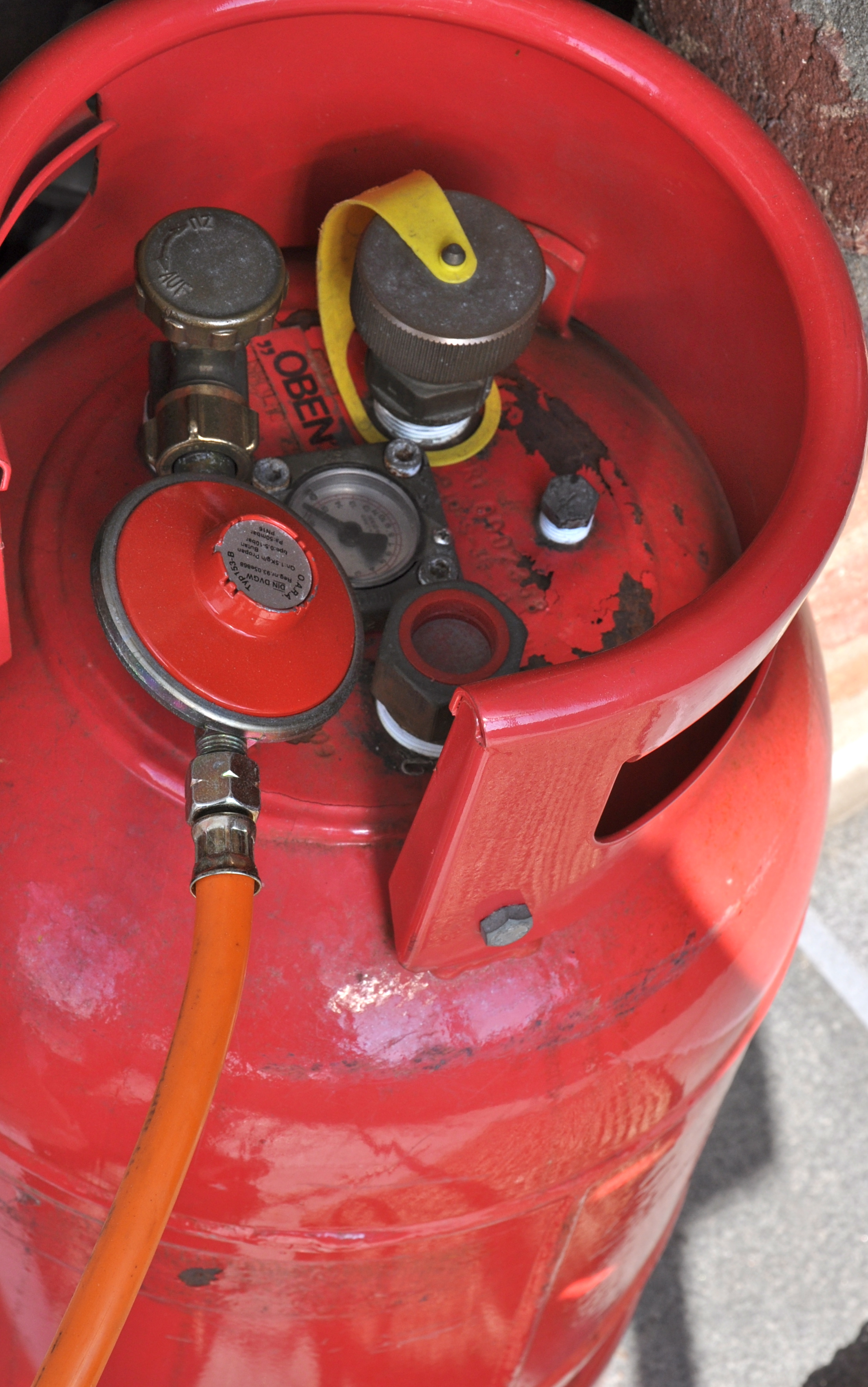
Älterer Gasbehälter in Form einer Gasflasche

Mit der Verbreitung der Tankmöglichkeiten kommen zunehmend austauschbare Gasbehälter in Umlauf. Sie haben die gleiche Baugröße wie die in Reisemobilen, Ballons und zum Grillen auf Partys und Festen eingesetzten 11-kg-Gasflaschen, sind technisch allerdings nicht baugleich mit den in Fahrzeugen eingebauten Tanks, da die meisten Tanks im mobilen Bereich eine Trockenphaseentnahme haben, während fest montierte Tanks für Autogas immer das Gas aus der Flüssigphase entnehmen. Nutzt man einen Autogastank für Brenngaszwecke (Kühlschrank, Herd oder Heizung), kann es zum Einfrieren des Druckminderers kommen und damit zu einem erheblichen Sicherheitsproblem. Gerade für Reisemobilfahrer versprechen sie einen erheblichen Flexibilitätszuwachs, da die üblichen Flaschen im Ausland oft nicht nachfüllbar sind, betanken dagegen an zunehmend mehr Stellen möglich ist.
Trotz der technischen Übereinstimmung der Behälter mit Gastanks ist ein Betanken an einer Gastankstelle in Deutschland jedoch nicht zulässig. Diese waren nach § 2 Abs. 12 Nr. 3 Betriebssicherheitsverordnung (BetrSichV) an die TRG (Technische Regeln Druckgase) gebunden, konkret an die TRG 440. Dort fordert § 4.1, dass nur Tanks nach TRG 380 befüllt werden dürfen, In der TRG 380 heißt es dann unter anderem in § 2.1: „Treibgastanks sind dauernd fest mit Kraftfahrzeugen oder sonstigen ortsbeweglichen Betriebsanlagen verbundene und volumetrisch zu füllende Druckgasbehälter …“ Damit wird deutlich, dass nur fest eingebaute Behälter befüllt werden dürfen. Begründet wird dies damit, dass bewegliche Behälter, wenn man sie schräg hält, überfüllt werden können.

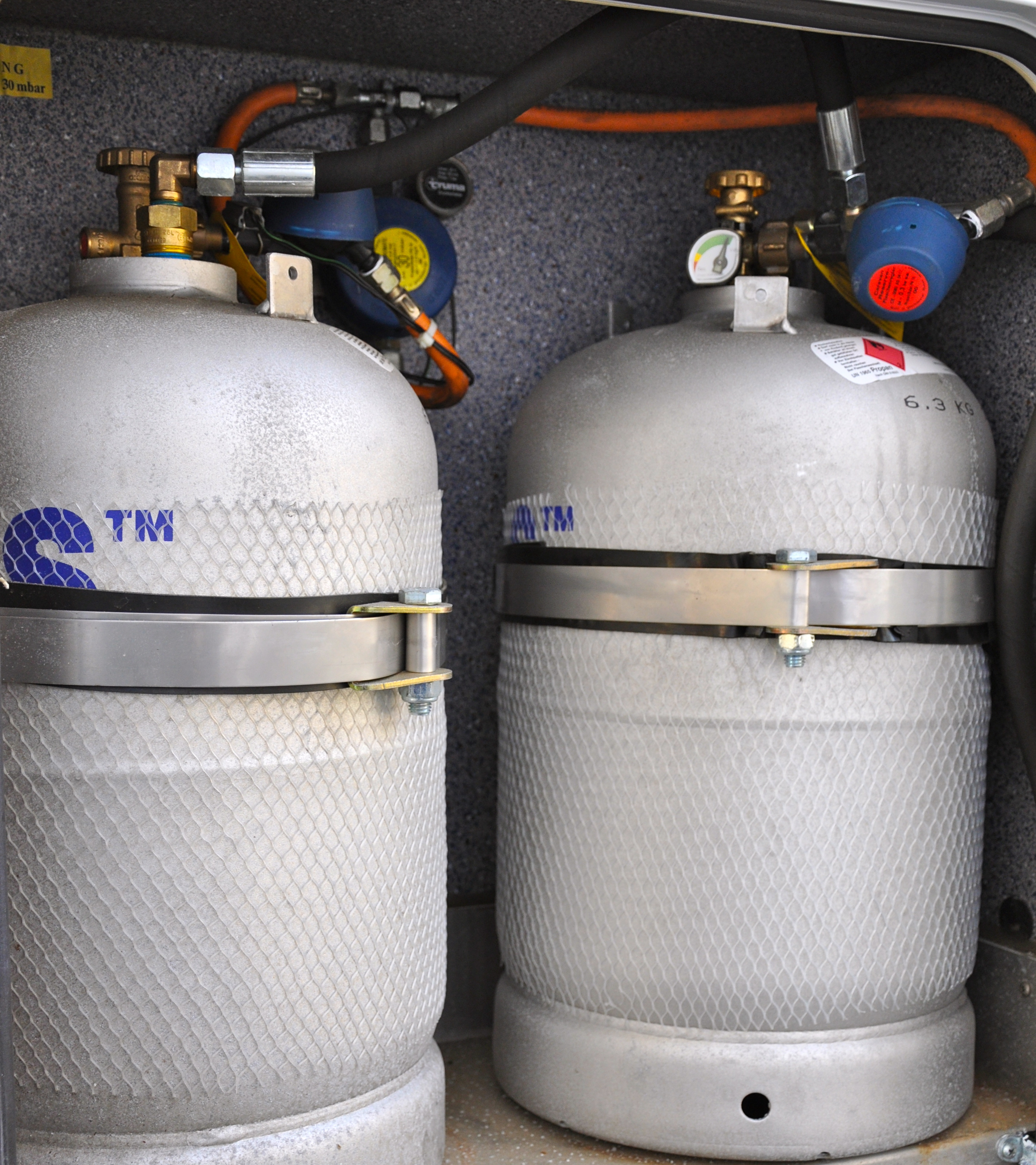
Fest in ein Reisemobil eingebaute Gasdruckbehälter für externe Betankung

In einer Aktion im Jahr 2010 wurden Flyer ähnlich dem in der Referenz dargestellten an die Tankstellen verteilt. Die Tankstellenbetreiber wurden damit erneut sensibilisiert und es kommt seitdem gehäuft zu Abweisungen von Tankkunden mit solchen Behältern.
Die Tankstellenbetreiber schicken mitunter jedoch auch Kunden weg, deren Fahrzeuge mit fest eingebauten Tankflaschen die Bedingungen erfüllen. Begründung ist dann oft, dass das Gas nicht zum Betreiben eines Verbrennungsmotors genutzt werde. Das ist allerdings weder technisch noch steuerlich begründbar. Die Verwendung als Kraftstoff ist die Verwendung, an die der höchste Energiesteuersatz geknüpft ist, nämlich die volle Versteuerung gemäß § 2 Abs. 1 Nr. 8 und Abs. 2 Nr. 2 EnergieStG. Wird das Energieerzeugnis lediglich, wie in einem Reisemobil, verheizt, könnte dagegen ein ermäßigter Steuersatz nach § 2 Abs. 3 Nr. 5 EnergieStG angewandt werden.